# Zaporijjia
Pour les articles homonymes, voir Aleksandrovsk et Zaporijjia (homonymie).
Zaporijjia (en ukrainien : Запоріжжя, Zaporížžja, /zɐpoˈr⁽ʲ⁾iʒːɐ/), Zaporojié en français (en russe : Запоро́жье, Zaporóžʹje, /zəpɐˈroʐje/), littéralement « terre au-delà des rapides » (en ukrainien, za « au-delà » et porohy « rapides »), anciennement Alexandrovsk (en russe : Алекса́ндровск, /ɐlʲɪˈksandrəfsk/), est une ville d'Ukraine et la capitale administrative de l'oblast de Zaporijjia. Arrosée par le fleuve Dniepr, elle se situe à 50 km des rives de la mer d'Azov au sud et environ 200 km de la mer Noire. Zaporijjia comprend l'île de Khortytsia, la plus grande île du Dniepr. Sa population s'élevait à 500 000 habitants en 2024.
Zaporijjia est un important centre industriel de l'Ukraine comprenant plusieurs usines électriques : centrale nucléaire de Zaporijjia, centrale thermique et usine hydro-électrique du Dniepr. La production industrielle locale fournit notamment des industries lourdes (acier, aluminium), des moteurs d'avion, des automobiles et des transformateurs de puissance.

## Géographie
Zaporijjia est traversée par le Dniepr et se trouve à 71 km au sud de Dnipro et à 445 km au sud-est de la capitale Kiev.
La ville couvre une superficie de 240 km2 et s'étend principalement sur la rive orientale du Dniepr. Elle inclut aussi la plus grande île du Dniepr, nommée Khortytsia. L'artère principale, la perspective de la Cathédrale (anciennement Lénine), est l'une des plus longues d'Europe avec 10,8 km.

## Histoire
L'endroit est un lieu de passage le long du Dniepr depuis la Préhistoire, et occupé depuis le Paléolithique moyen.
Dans l'Antiquité, les Scythes, les Petchénègues et les Polovtses s'y succèdent et plus tard les Tatars turcs de Crimée et les Slaves.
Il n'y a pas de consensus scientifique sur la date de fondation de Zaporijjia. Le fait est que la première mention des « colonies de "Kraria" existant sur les deux rives du Dniepr autour de l'île de Saint-Grégoire (Khortytsya) » remonte à 952, dans le Traité sur la gestion de l'empire de l'empereur byzantin Constantin VII Porphyrogénète (905-959).
En 1929, dans les limites de la ville moderne, l'on découvre dans le secteur de Voznesenka un complexe archéologique en pierre avec un « trésor de Voznesenka » datant de la fin du VIIe - début du VIIIe siècle. Le complexe est attribué aux Khazars du Khan bulgare Asparoukh (VIIe siècle)
A la même époque, les proto-cosaques, nomades à cheval, colonisent les rives du Dniepr très disputé entre Russes et Tatars. Le Codex Cumanicus, rédigé au XIIIe siècle, indique que le mot quzzaq peut aussi bien désigner un « garde de convois » qu'un « pillard des steppes ».
Le prince Sviatoslav Igorevitch est probablement inhumé en 972 dans l'île de Khortytsia, l'un des points stratégiques des Varègues ou Vikings de la Rus' de Kiev sur la route reliant la Scandinavie à la Méditerranée.
En 1552, le prince cosaque de Volhynie, Dmitri Vichnevetski érige son château fort sur l'île de Khortytsya, considéré comme le Setch initial. L'Hetmanat des Cosaques fonctionne selon un mode parlementaire quasi-républicain semi-indépendant et centré sur leur centre politique, le Setch de Zaporoguie,.
Du XVIe à la fin du XVIIe siècle, la région attire les convoitises de la Moscovie, de la Pologne et de l'Empire ottoman. Elle devient un condominium du tsarat de Russie et du royaume de Pologne. Techniquement contrôlée par cette république des Deux Nations, elle est toutefois considérée par Varsovie comme une région turbulente et un refuge de hors-la-loi. En effet, de nombreux serfs s'y réfugiaient pour échapper aux impôts, aux poursuites ou aux guerres.

### XVIIIesiècle
En 1709, l'empereur Pierre le Grand force les Cosaques zaporogues à fuir vers Olechky sur la mer Noire, sur le territoire ottoman. Cependant, en 1734, les Russes autorisent les Cosaques à rétablir leur république en tant que « terres libres de l'Ost de Zaporoguie » ; mais ils invitent également de nombreux colons étrangers à s'y établir. Les Cosaques pourtant autonomes, voient affluer de nouveaux venus, mais s'en accommodent.
En revanche, ils doivent faire face à des conflits contre la Noblesse polonaise et doivent riposter aux razzias esclavagistes constantes des Tatars du khanat de Crimée.
Au XVIIIe siècle, l'armée de Catherine II de Russie bat l'hetmanat cosaque en 1764, rattache ses territoires à la Nouvelle-Russie et fait don de la ville à son favori Grigori Potemkine.
Sous l'administration de ce dernier, le fort d'Alexandrovsk est érigé en 1770 sur la rive orientale du Dniepr. Il n'est pas clairement établi en l'honneur de quelle personnalité la forteresse a été baptisée. Sa construction a été achevée en 1775. Elle faisait partie de la ligne de fortification établie de la vallée du Dniepr à l'embouchure de la Berdiansk pour protéger l'Ukraine contre les incursions tatares et turques. Dès le début de l'existence de la forteresse, la « fourchtat » (de l'allemand Vorstadt, « banlieue ») commence à se former à proximité. Elle est peuplée de bâtisseurs et de forçats, de soldats à la retraite et de l'une des 23 colonies de paysans allemands mennonites attirés dans la région par l'allocation de terres arables.
Sous la protection de Potemkine, la ville prospère ; mais malgré un démarrage réussi, la ville ne connaît pas de développement significatif avant la fin du XVIIIe siècle. La population augmente lentement. En 1785, elle obtient le droit d'avoir des institutions municipales, puis les districts de Novomoskovsky et de Pavlogradsky. Les marchandises destinées à la construction de Kherson et à la flotte de la mer Noire passaient par Alexandrovsk.

### XIXesiècle- jusqu'en 1917
Avec le développement du rôle commercial d'Odessa et le changement de direction des principales routes commerciales de la région, Alexandrovsk commence à décliner. De plus, en 1797, la ligne fortifiée du Dniepr est supprimée en raison de la perte d'importance militaire. En 1806, Alexandrovsk reçoit le statut de chef-lieu pour devenir l'une des nombreuses villes du gouvernement d'Iekaterinoslav.
Dans la première moitié du XIXe siècle, Alexandrovsk était une ville provinciale typique de l'Empire russe avec trois usines de briques et une usine de séchage au feu. La plupart des habitants étaient engagés dans le commerce, l'agriculture et l'artisanat lié à l'agriculture. Mais le commerce s'est développé plus activement à Nikopol, situé plus loin sur le Dniepr.
Au XIXe siècle, la construction du chemin de fer Lozovo-Sébastopol donne un nouvel élan au développement à Alexandrovsk. La ville se transforme en un point de transit important pour le transport de marchandises, principalement du blé. Grâce au fleuve, l'industrie de la meunerie propulsée par l'eau puis par moteur à vapeur connaît un développement important. Grâce à l'émergence de ces nouvelles industries au milieu du XIXe siècle, Alexandrovsk devient progressivement l'un des principaux centres de génie agricole.
Au XXe siècle, le site profite pleinement de sa situation à mi-chemin entre les mines de charbon du Donbass et le site ferrifère de Kryvoï Rog.
À la veille de la Première Guerre mondiale, la population de la ville atteignait 63 600 habitants disposant d'un système d'approvisionnement en eau potable et d'une centrale électrique. On ne comptait pas moins de 47 usines et une bonne cinquantaine de métiers d'artisanat.
Pendant la Grande Guerre, un certain nombre d'industries des territoires en première ligne ont été évacuées vers Aleksandrovsk: les ateliers de réparation automobile de Varsovie, l'usine de la société "Borman, Schwede and Co" de Pétrograd, l'usine de moteurs d'avions de Riga, une usine de fils et de clous. Avec la croissance de la production militaire et l'arrivée d'un grand nombre de réfugiés, la population augmente - à la fin de 1916, elle était de 72 900 habitants. Après la révolution de février 1917, les élections aux assemblées constituantes russes et ukrainiennes prouvent la popularité des socialistes ukrainiens et des bolcheviks russes dans le territoire de Zaporijjia. L'influence des autres partis a considérablement diminué.

### Après la Révolution
En 1921, Alexandrovsk prend le nom officiel de Zaporojié (Zaporijjia en ukrainien).
Pendant les années des plans quinquennaux d'avant-guerre, Zaporojié s'est transformée en une grande ville industrielle. Le Premier plan quinquennal est appliqué de 1929 à 1932. Un plan directeur est élaboré pour développer le « Grand Zaporojié » avec la formation de sept districts: Alexandrovsk, Voskresenka, le Dnieprokombinat, Pavlo-Kichkas, Kichkas, l'île de Khortitsa et la réserve de Babourka.
Le symbole de l'industrialisation non seulement de Zaporojié, mais de toute l'URSS fut la construction du barrage DnieproGES, célèbre centrale hydraulique du Dniepr entrée en activité en 1932. Parallèlement à la construction de la gare, plusieurs grandes usines ont été construites dans la ville, en particulier une usine de tôlerie, Zaporojstal, une usine de coke, une d'aluminium, une de magnésium, une de ferroalliage, une d'acier à outils, Dnieprospetsstal. Motor Sich, l'usine de construction de moteurs située à Zaporojié, joue un rôle énorme dans le développement de l'industrie aéronautique soviétique, y compris militaire, a été joué par l'usine de construction de moteurs située à Zaporojié. La ville est ainsi devenue l'un des foyers les plus importants de la production de métaux ferreux et non ferreux, de l'industrie lourde et de l'industrie de l'énergie électrique. Elle produisait 100 % de magnésium, 60 % d'aluminium, 60 % de ferroalliages, 20 % d'acier laminé - à partir de la production totale de l'URSS.
Entre le barrage DnieproGES et le site industriel, à 10 km du centre du vieil Alexandrovsk, la colonie no 6 est fondée, qui reçoit le nom de « Sotsgorod » (Sotsialistitcheki Gorod, « ville socialiste »). Des bâtiments ne comprenant pas plus de quatre étages avec des appartements spacieux et confortables sont construits.
En 1939, la ville devint le chef-lieu de l'oblast de Zaporojié nouvellement formé.
Pendant la Grande Guerre patriotique, la ville a souffert d'importantes pertes humaines et de destructions.
Le 18 août 1941, deux mois après le début de l’opération Barbarossa, alors que les troupes allemandes sont sur le point d'entrer dans la ville, le barrage sur le Dniepr est dynamité sans que la population ne soit prévenue. Le 4 octobre 1941, l'Armée rouge perd Zaporojié, environ 44 000 civils et prisonniers de guerre sont morts dans la ville.
Les Allemands occupent la ville pendant deux ans. Six mois après la Bataille de Stalingrad, en août 1943, ils commencent la construction du « mur » défensif du front de l'Est, nommé ligne Panther-Wotan, dont Zaporojié est l'un des points stratégiques. Des combats avec l'Armée rouge s'engagent dès l'automne et se terminent en décembre 1943 par un retrait total des Allemands.
Après la Seconde Guerre mondiale, la reconstruction de l'ancienne partie de la ville et la restauration puis la croissance de la nouvelle (Sotsgorod) ont conduit à leur fusion dans les années 1960.

### Après l'indépendance

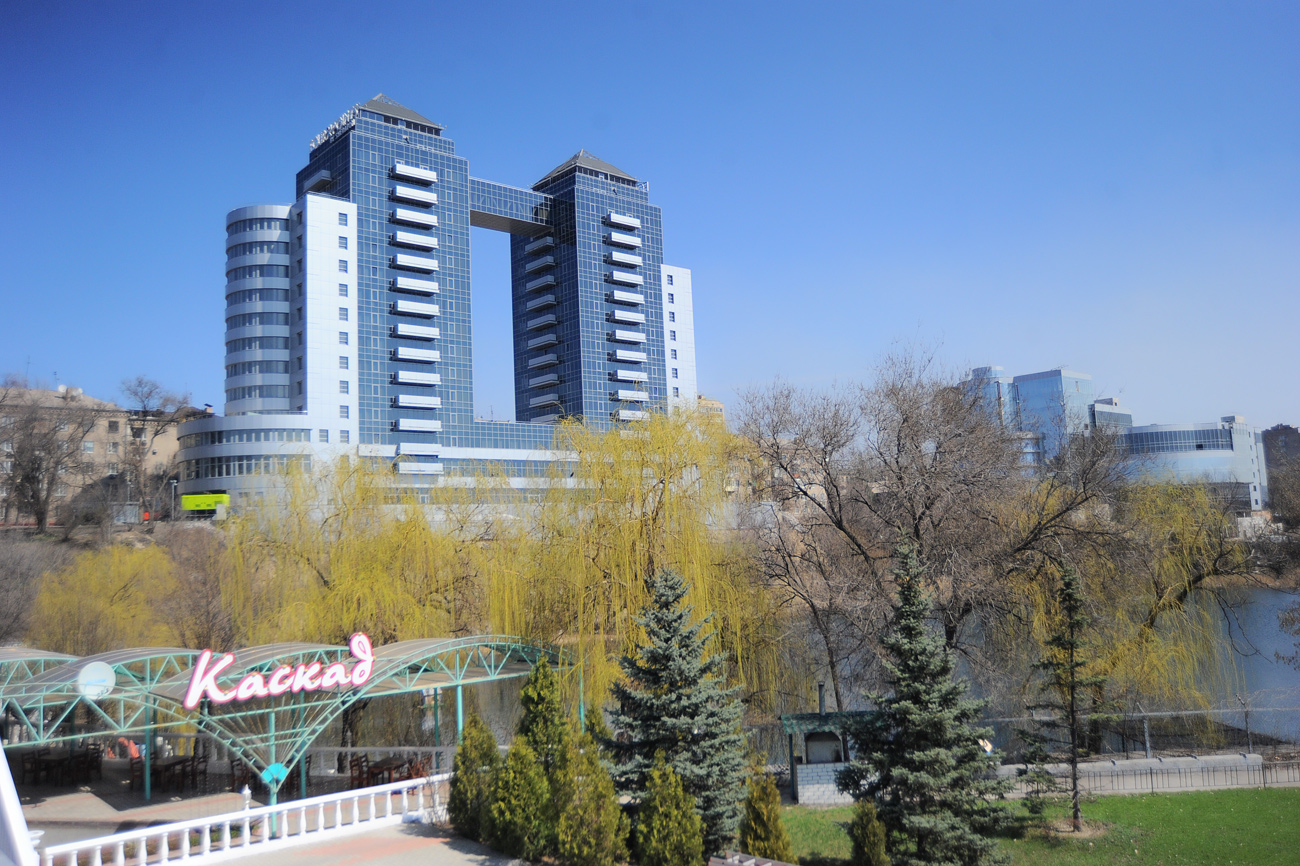
Immeuble Khortitsa du boulevard Taras-Chevtchenko.

Zaporojié prend le nom officiel ukrainisé de Zaporijjia. Le 17 mars 2016, la statue de Lénine, la plus grande d'Ukraine, d'une hauteur de vingt mètres, est retirée de son emplacement après avis favorable du conseil municipal,.

### Guerre russo-ukrainienne
Le 27 février 2022, une bataille débute dans le cadre de l'invasion russe de l'Ukraine. Le flot de réfugiés venus essentiellement du Donbass passe par la gare de Zaporijjia. Le matin du 16 mars, cette gare est la cible de tirs de missiles russes.

## Population
Zaporijjia, dont la population a fortement baissé depuis la dislocation de l'Union soviétique en 1991, est la sixième ville d'Ukraine.
Recensements ou estimations de la population :
| 1897*  | 1910   | 1923*  | 1926*  | 1939*   | 1943    | 1959*   |
| ------ | ------ | ------ | ------ | ------- | ------- | ------- |
| 18 849 | 43 000 | 42 611 | 55 260 | 281 780 | 120 000 | 434 638 |

| 1970*   | 1979*   | 1989*   | 2001*   | 2010    | 2011    | 2012    |
| ------- | ------- | ------- | ------- | ------- | ------- | ------- |
| 657 890 | 780 745 | 883 909 | 815 256 | 780 733 | 776 535 | 772 627 |

| 2013    | 2014    | 2015    | 2016    | 2017    | 2018    | 2019    |
| ------- | ------- | ------- | ------- | ------- | ------- | ------- |
| 770 672 | 766 268 | 761 993 | 756 927 | 750 685 | 745 432 | 738 728 |

| 2020    | 2021    | 2022    | 2024    | - | - | - |
| ------- | ------- | ------- | ------- | - | - | - |
| 731 922 | 722 713 | 710 052 | 500 000 | - | - | - |

### Religions
La population de Zaporijjia se compose principalement de chrétiens orthodoxes dont les principaux lieux de culte sont la cathédrale de la Sainte-Intercession, l'église de l'intercession de Khortytsia et l'église Saint-Nicolas.

### Langues
Les langues principales parlées par la population sont :
- le russe (57 %) ;
- l’ukrainien (42 %) ;
- l’arménien, le bulgare, le biélorusse et le romani (1 %).

### Administration

Les raïons de la ville.

La cité se divise en districts urbains :
raïon Chevtchenkivskyi, raïon de Dniprovsk, raïon de Khortytsia, raïon Komounarskyi, raïon Oleksandrivskyi, raïon Voznessenivski et raïon Zavodskyi.

## Économie
Zaporijjia est un centre industriel important depuis la mise en service de la centrale électrique du Dniepr, en 1932. Ses principaux sites industriels sont :
- la centrale hydroélectrique du Dniepr dite « DniproHES » ;
- les usines sidérurgiques de Zaporijstal et de Dneprospetsstal (en) ;
- ZAZ, le principal constructeur automobile d'Ukraine ;
- Ivtchenko-Progress ZMKB, moteurs aéronautiques ;
- Motor Sich, le principal constructeur de moteurs d'avions et d'hélicoptères et de turbines à gaz industrielles d'Ukraine ;
- Motor Sich Airlines, compagnie aérienne filiale du précédent ;
- le port fluvial de Zaporijjia ;
- la centrale nucléaire de Zaporijjia, située à 56 km au sud-ouest de la ville de Zaporijjia.

### Médecine

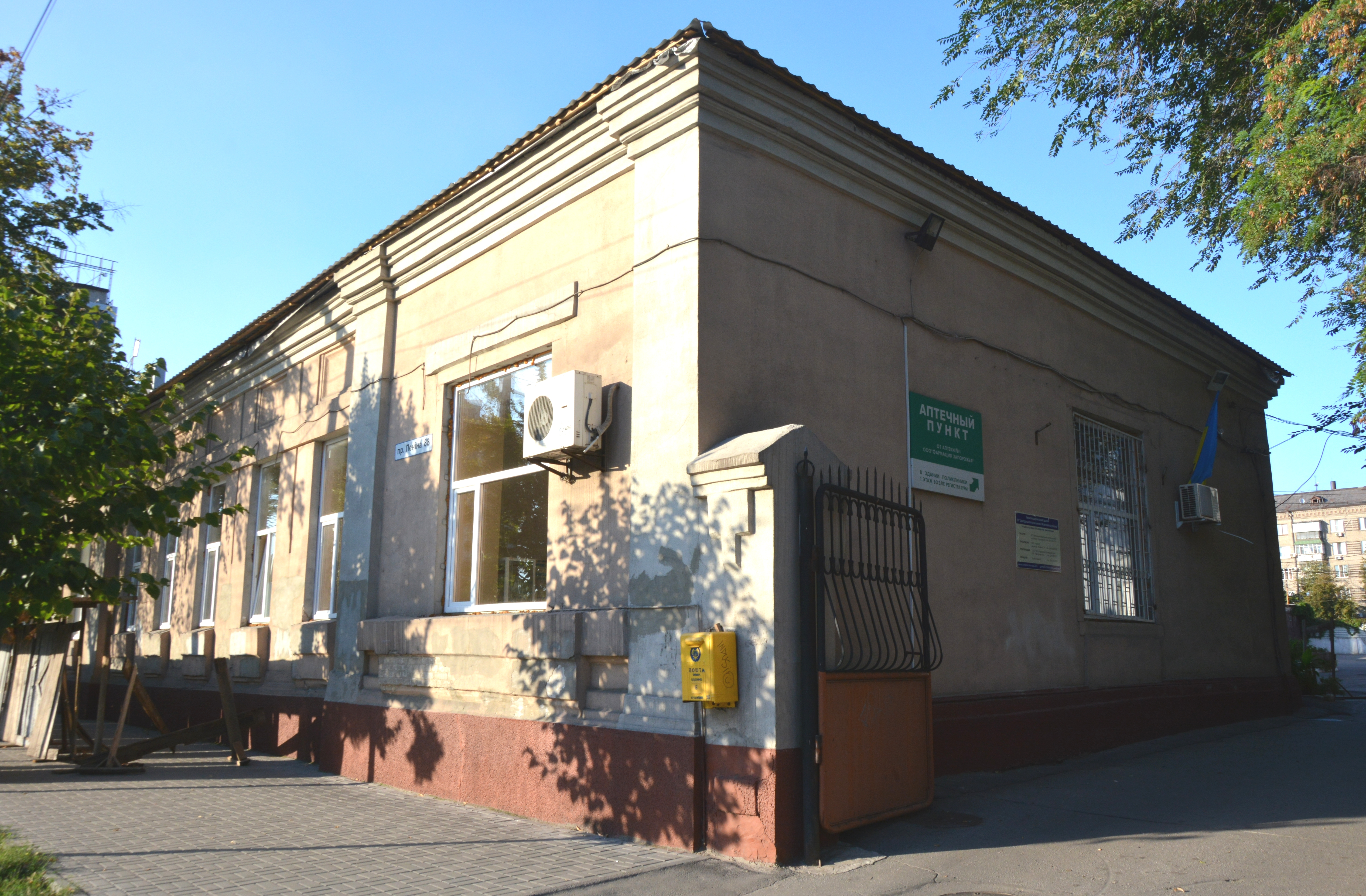
Ancien hôpital aux juifs nécessiteux, classé[9],
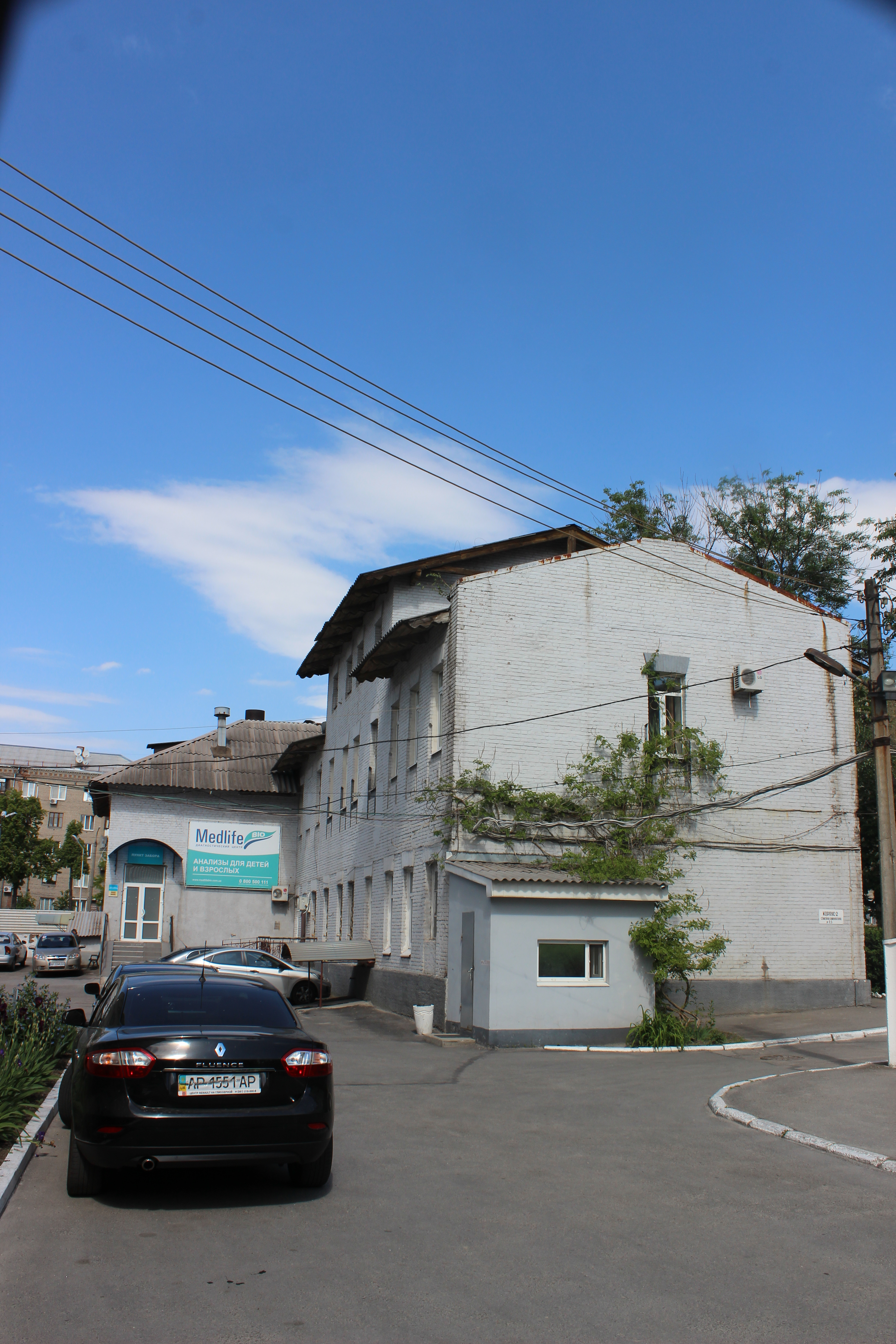
Gastrologie, classé[10],
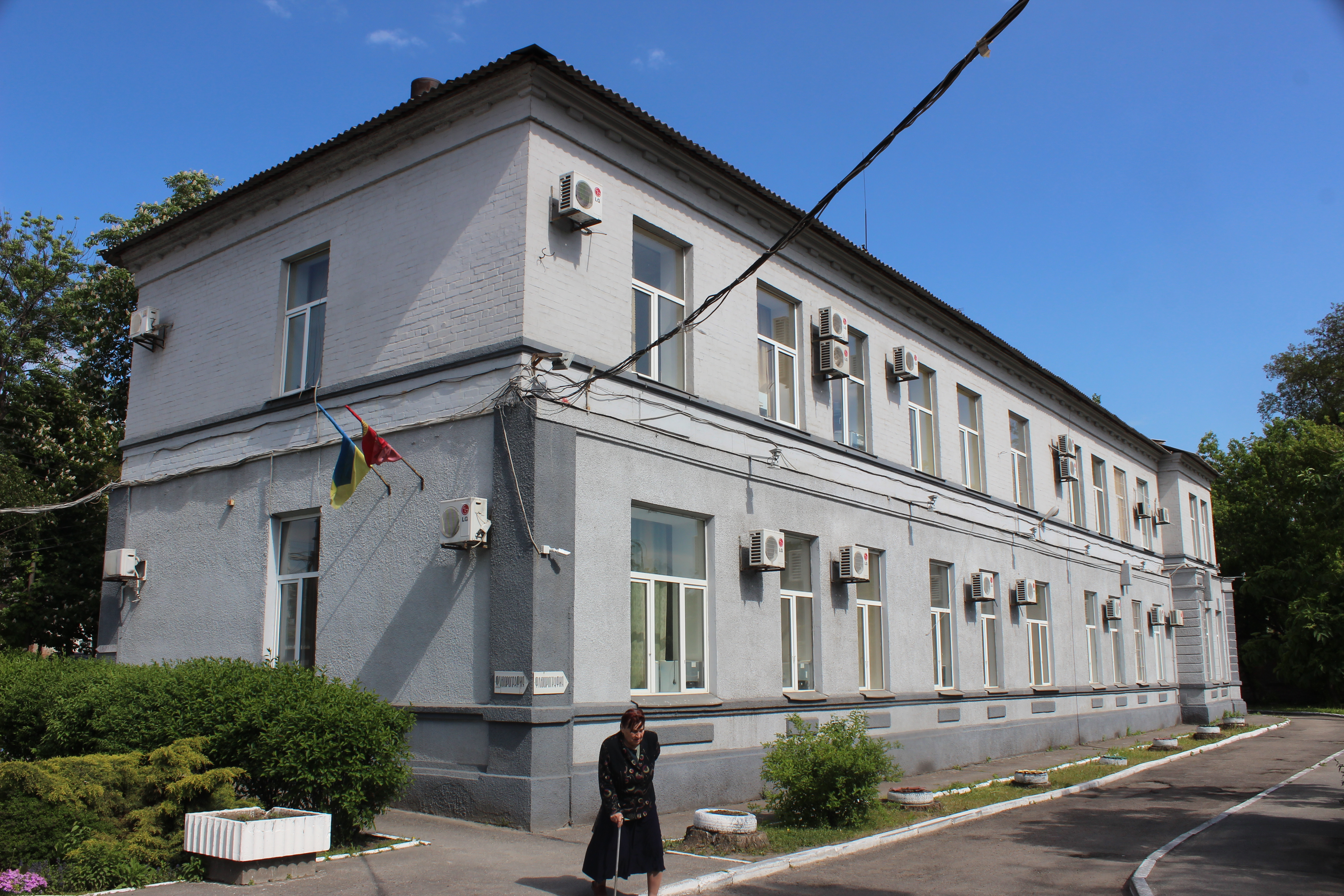
Service thérapeutique, classé[11],
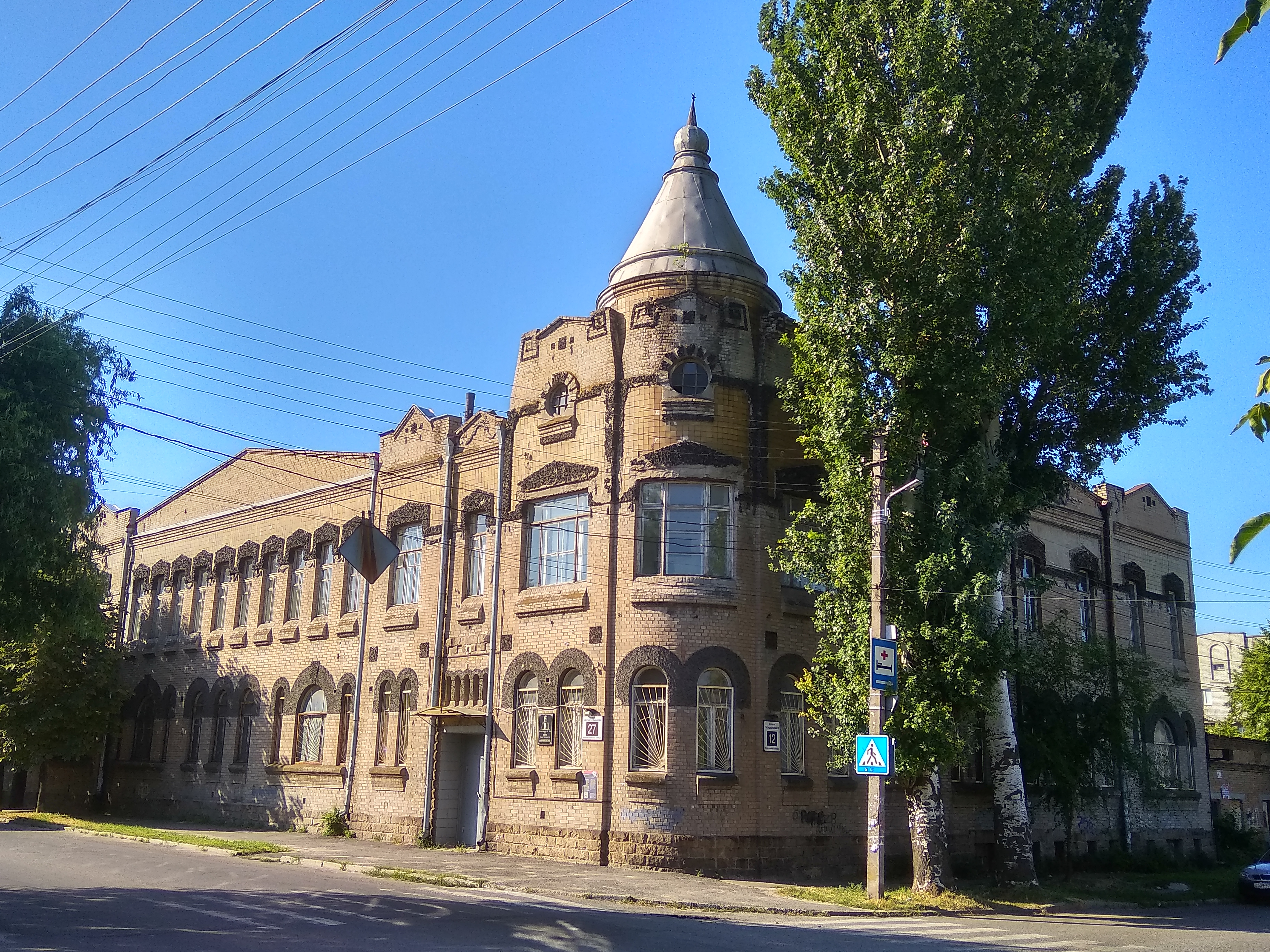
Hôpital GB Bera, classé[12].
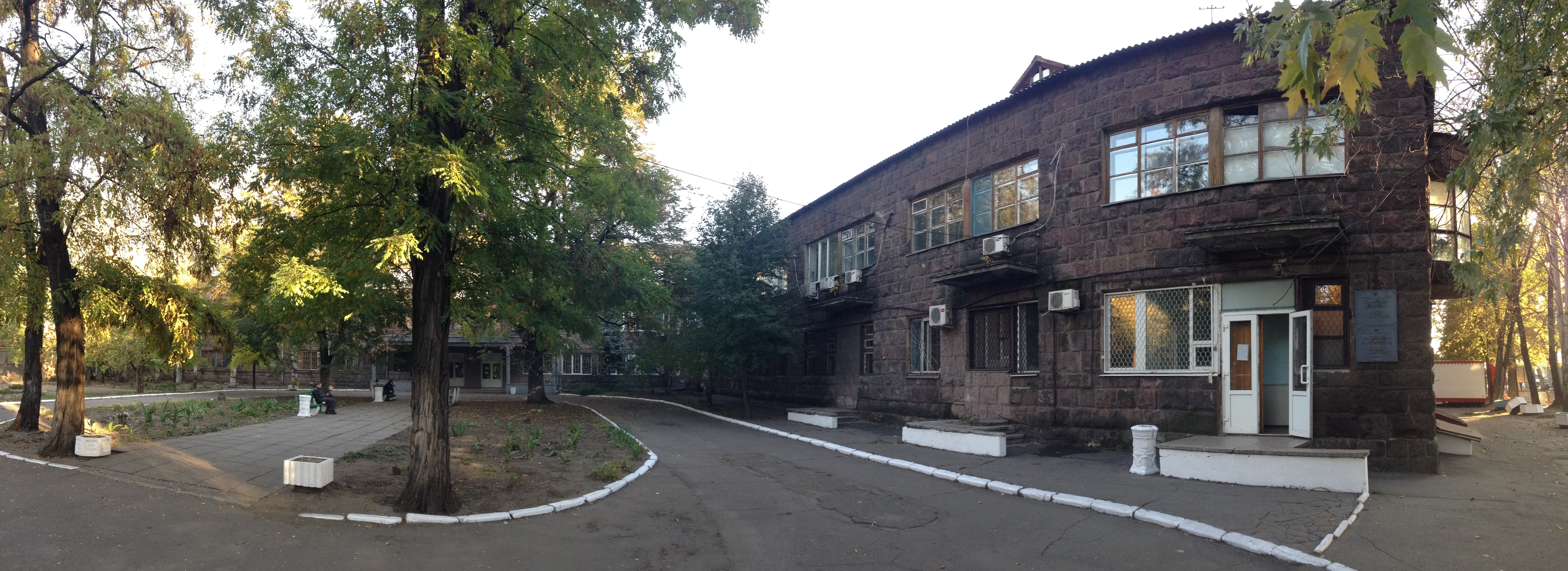
Hôpital municipal n°3 perspective Métallurgie.

Dans l'Hôpital municipal no 1 : service de gastrologie, thérapeutique, l'hôpital Bera du raïon ALexandre, l'Université médicale d'État de Zaporijjia.

## Culture
- Le Théâtre de Zaporijjia.
- La salle de concert Glinka.
- Le musée régional d'art de Zaporijjia.

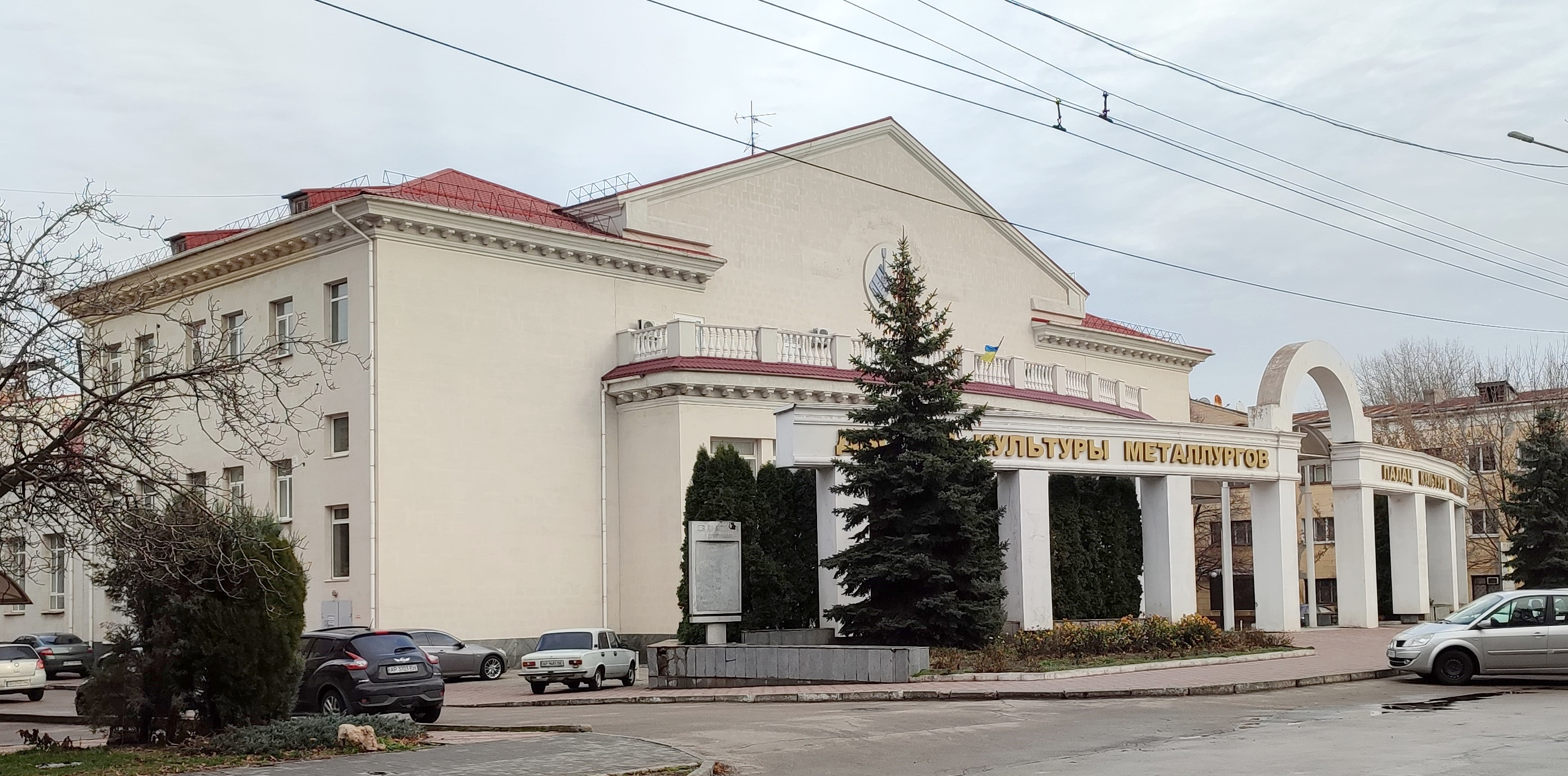
Palais de la culture Métallurgiste classé.

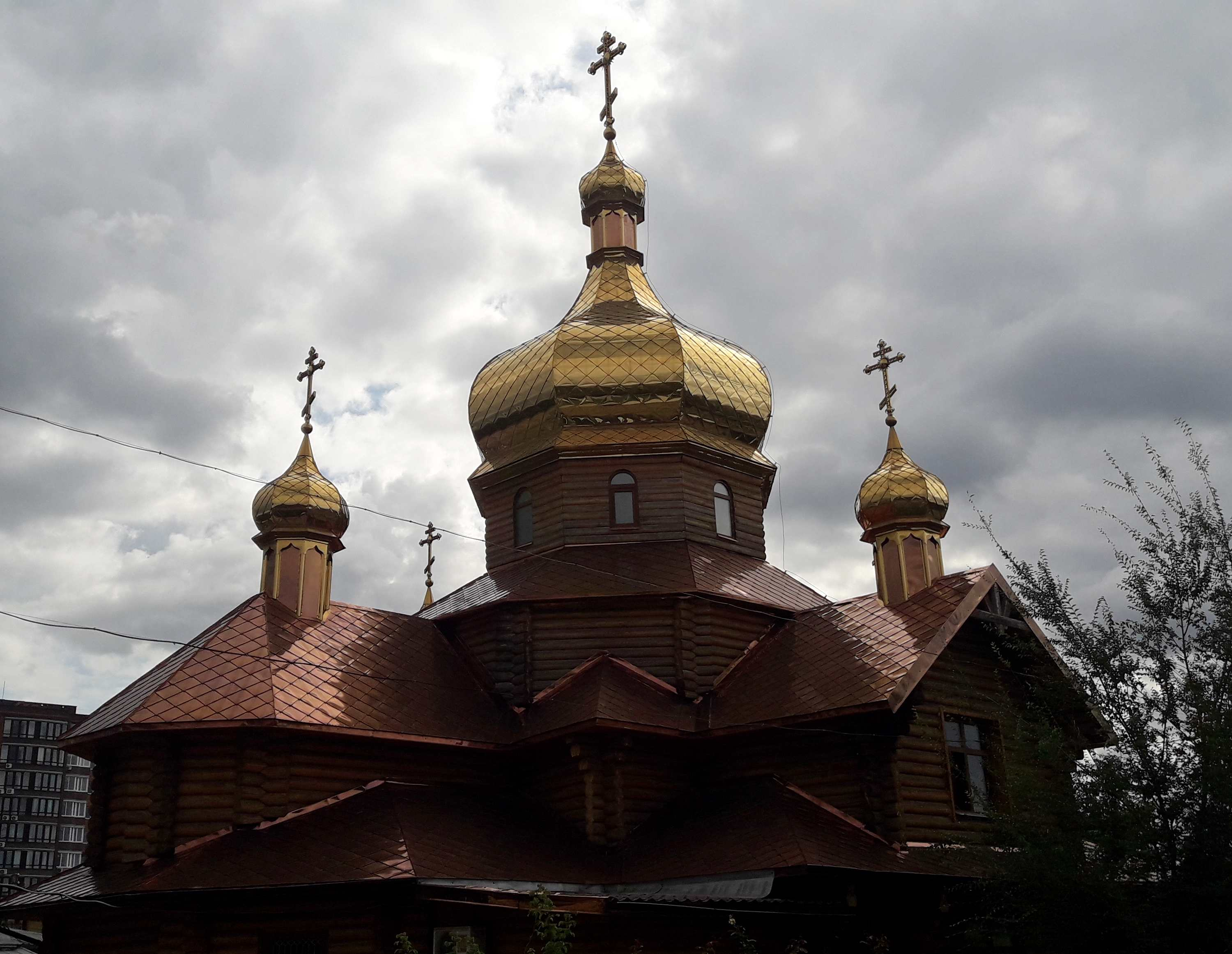
Site de la citadelle Alexandrovsk classé, église sts-Pierre et Févronie.

- Le musée des armes de Zaporijjia, 189 avenue Sobornyi.
- Le musée Zaporogue d'histoire locale.
- Le musée des cosaques de Zaporijjia.

### Enseignement
L'université nationale de Zaporijia, l'université technique nationale de Zaporijia.

### Les curiosités
- Khortytsia est la plus grande île du Dniepr : deux mille personnes y vivent, dans neuf villages ; y est aussi installé le musée d'Histoire des Cosaques zaporogues.
- Le chemin de fer pour enfants est le plus long des chemins de fer pour enfants en Ukraine ; il se trouve non loin de la gare de Zaporijia-I. Il a ouvert en mai 1972, sa longueur est de 9,4 km. En 2020, la reconstruction de la place centrale de la ville — la place Festivalnaïa — était prévue, mais en raison de problèmes de poursuites judiciaires, elle n'a pas eu lieu[15].
- Une des plus hautes écluses d'Europe est située à Zaporijjia. Elle gère une différence de niveau d'eau de trente-six mètres[16].

### Religion
- La synagogue des tailleurs, l'église de l'intercession de Khortytsia, l'Église Saint-Nicolas.

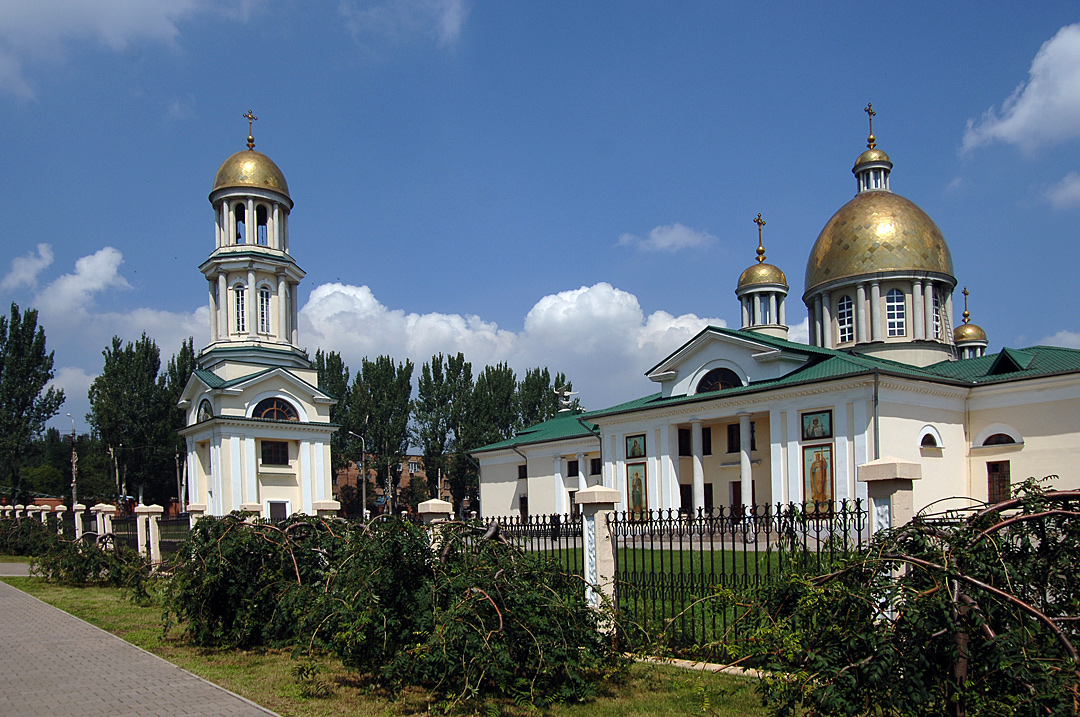
Cathédrale st-André
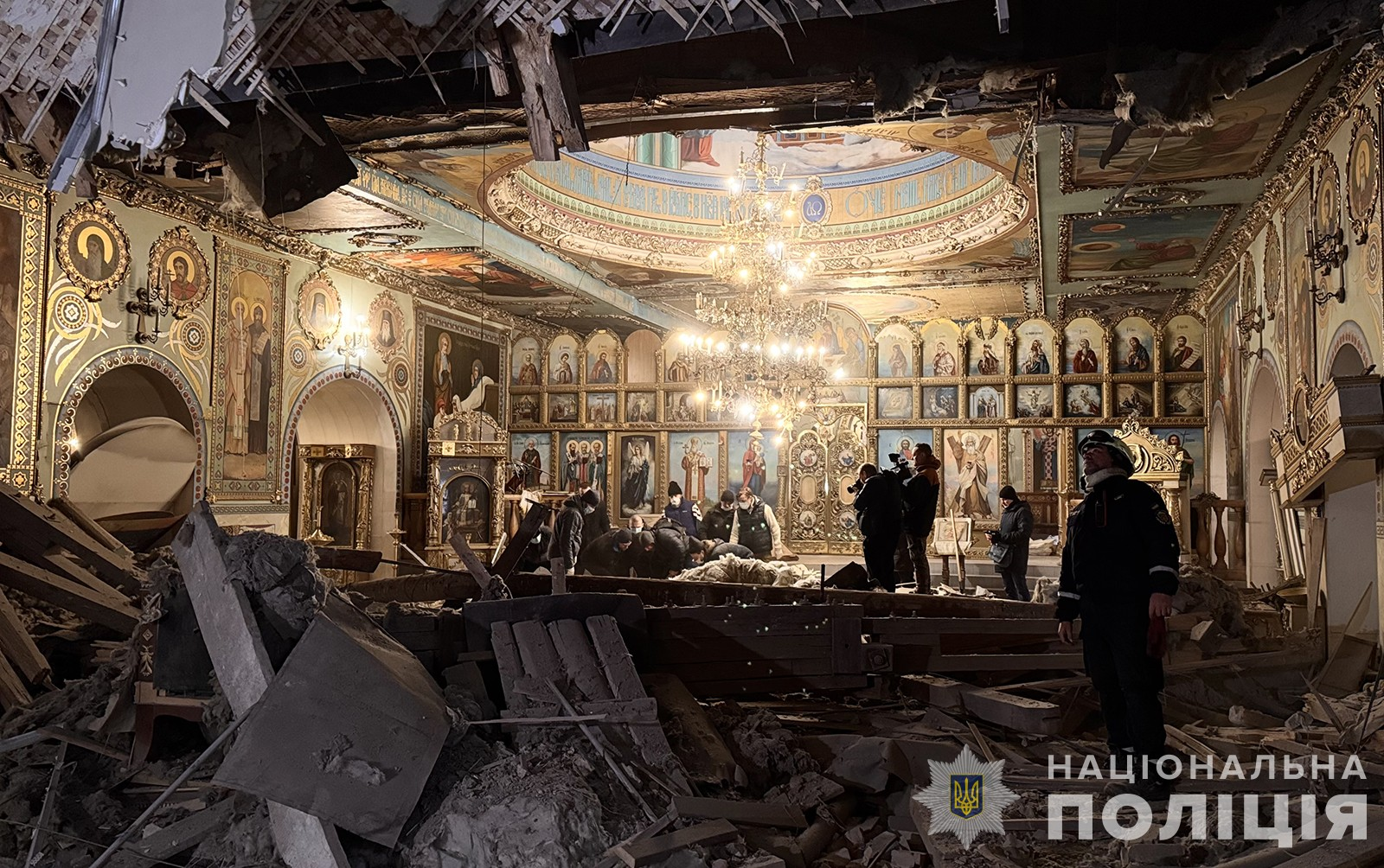
endommagée le 18 janvier 2025.
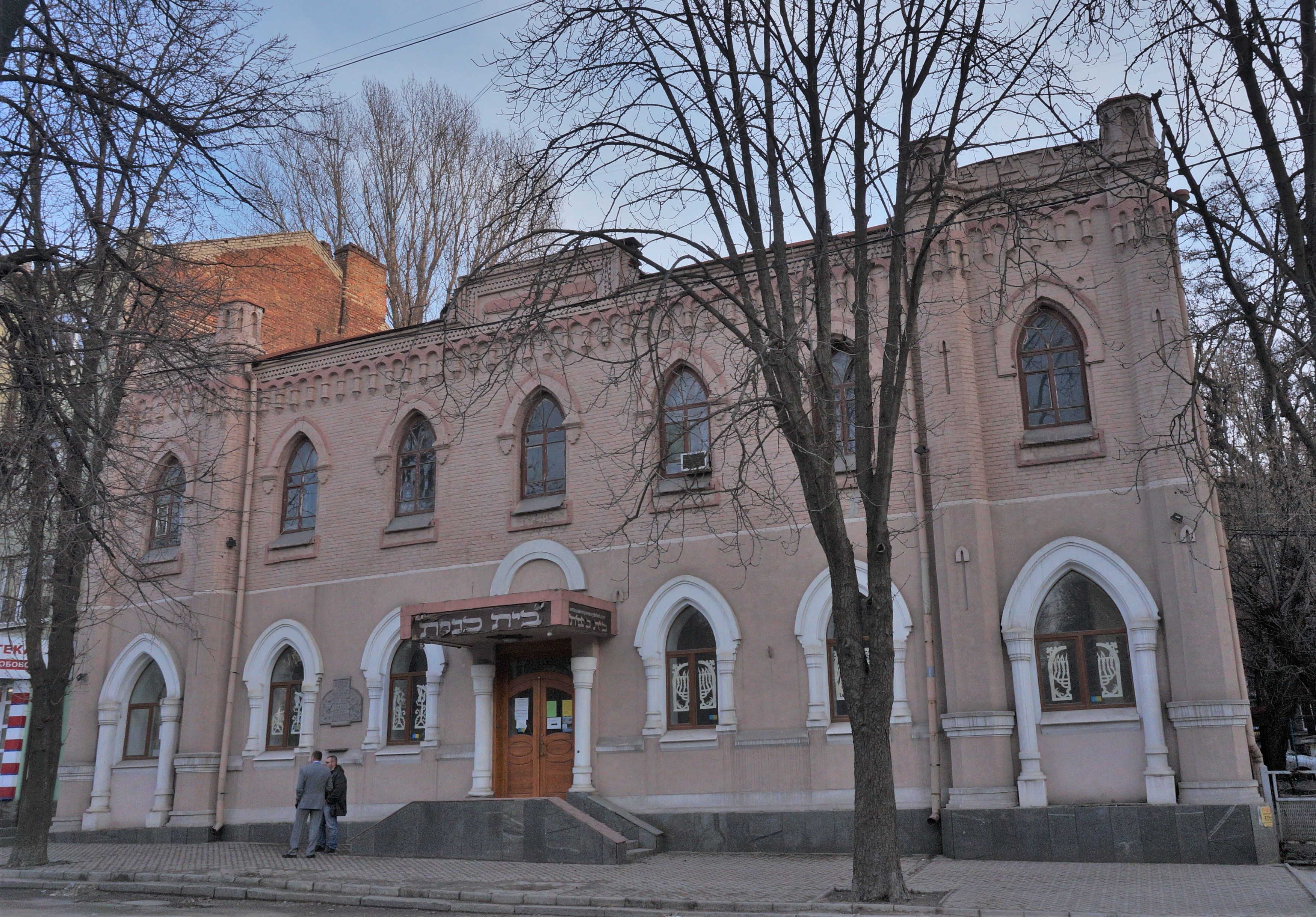
La synagogue de la rue de la Poste.
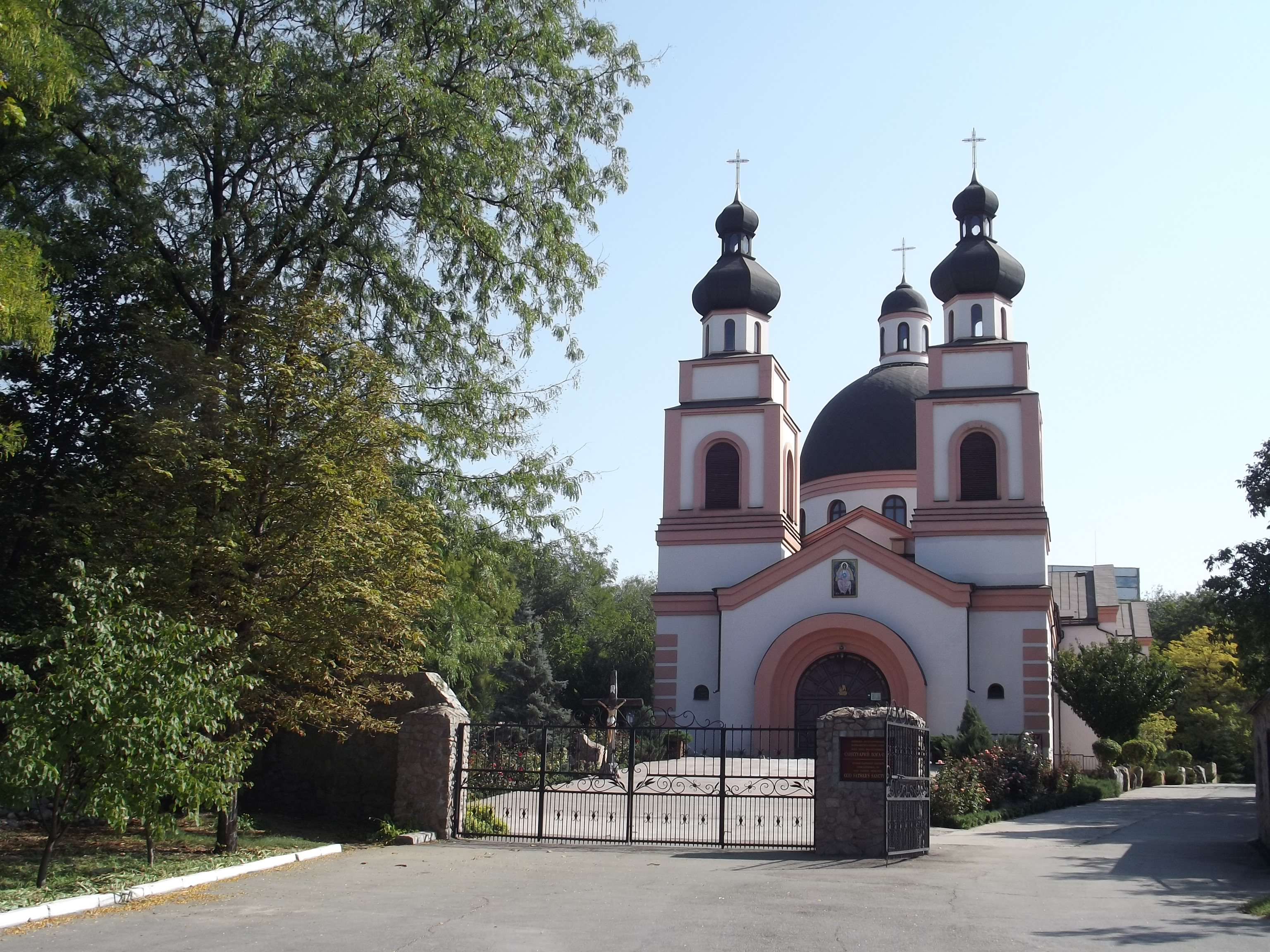
Co-cathédrale du Dieu miséricordieux.

## Climat
| Mois                                  | jan.       | fév.       | mars     | avril     | mai       | juin      | jui.      | août      | sep.      | oct.      | nov.       | déc.       | année      |
| ------------------------------------- | ---------- | ---------- | -------- | --------- | --------- | --------- | --------- | --------- | --------- | --------- | ---------- | ---------- | ---------- |
| Température minimale moyenne (°C)     | −5,8       | −5,3       | −0,9     | 5         | 10,9      | 15,2      | 17,1      | 16,4      | 11,3      | 5,5       | 0,2        | −3,8       | 5,5        |
| Température moyenne (°C)              | −3,1       | −2,2       | 3        | 10,5      | 16,7      | 20,9      | 23,2      | 22,6      | 16,7      | 9,7       | 3,1        | −1,3       | 10         |
| Température maximale moyenne (°C)     | −0,3       | 1,2        | 7,5      | 16,1      | 22,6      | 26,6      | 29,3      | 29        | 22,7      | 14,7      | 6,5        | 1,3        | 14,8       |
| Record de froid (°C) date du record   | −29,3 2006 | −26,1 1967 | −25 1964 | −8,2 2004 | −2 1999   | 3,9 1963  | 8,2 2006  | 3,9 1970  | −3 1986   | −8,9 1969 | −18,6 1993 | −26,2 1997 | −29,3 2006 |
| Record de chaleur (°C) date du record | 12,2 1971  | 17,1 2016  | 24 2014  | 31,4 2012 | 35,9 2007 | 36,5 2009 | 39,5 2016 | 40,2 2010 | 36,2 2020 | 35 1999   | 20,9 2010  | 16 1981    | 40,2 2010  |
| Précipitations (mm)                   | 39         | 32         | 37       | 41        | 51        | 61        | 45        | 44        | 38        | 34        | 40         | 53         | 515        |
| dont neige (cm)                       | 7          | 8          | 4        | 0         | 0         | 0         | 0         | 0         | 0         | 0         | 1          | 3          | 23         |
| Nombre de jours avec précipitations   | 10         | 8          | 11       | 12        | 13        | 13        | 10        | 8         | 10        | 11        | 13         | 11         | 130        |
| Humidité relative (%)                 | 87         | 84         | 78       | 66        | 62        | 65        | 62        | 59        | 66        | 76        | 86         | 88         | 73         |
| Nombre de jours avec neige            | 14         | 14         | 9        | 1         | 0         | 0         | 0         | 0         | 0         | 1         | 6          | 13         | 58         |
| Nombre de jours d'orage               | 0,1        | 0,1        | 0,2      | 1         | 5         | 8         | 7         | 5         | 3         | 0         | 0,1        | 0,1        | 30         |
| Nombre de jours avec brouillard       | 0,2        | 0          | 1        | 2         | 1         | 1         | 2         | 2         | 2         | 1         | 1          | 0,1        | 13         |

| Diagramme climatique                                  |           |           |         |            |            |            |          |            |           |          |           |
| J                                                     | F         | M         | A       | M          | J          | J          | A        | S          | O         | N        | D         |
| −0,3−5,839                                            | 1,2−5,332 | 7,5−0,937 | 16,1541 | 22,610,951 | 26,615,261 | 29,317,145 | 2916,444 | 22,711,338 | 14,75,534 | 6,50,240 | 1,3−3,853 |
| Moyennes : • Temp. maxi et mini °C • Précipitation mm |           |           |         |            |            |            |          |            |           |          |           |

## Transport
- L'aéroport international.

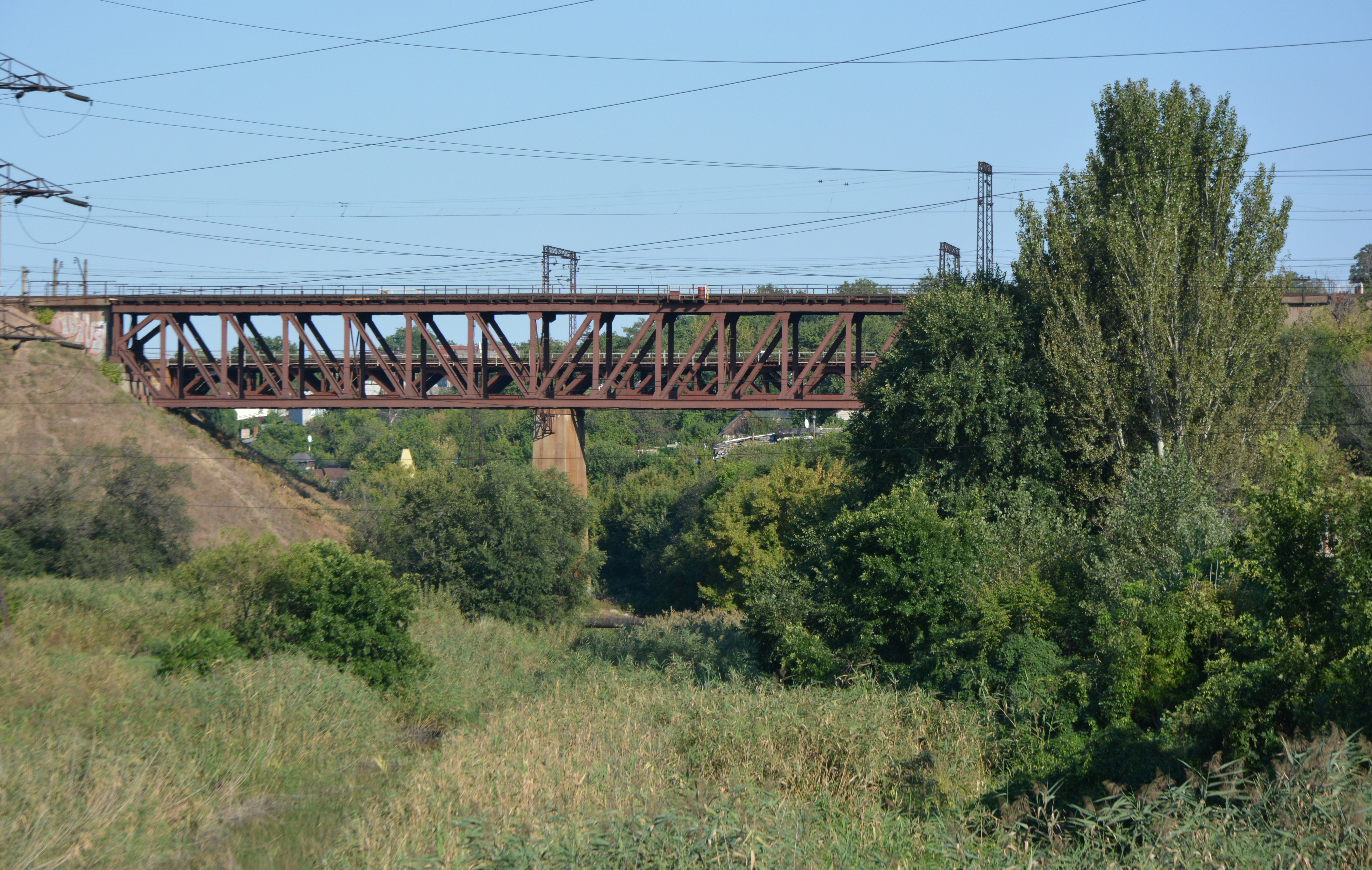
Pont de chemin de fer de Zaporijjia, classé.

- La ville est desservie par plusieurs gares gare de Zaporijia-I, gare Velyke-Zaporijjia, gare Anatoli-Alimov et la Gare de Zaporijia-II.

## Personnalités

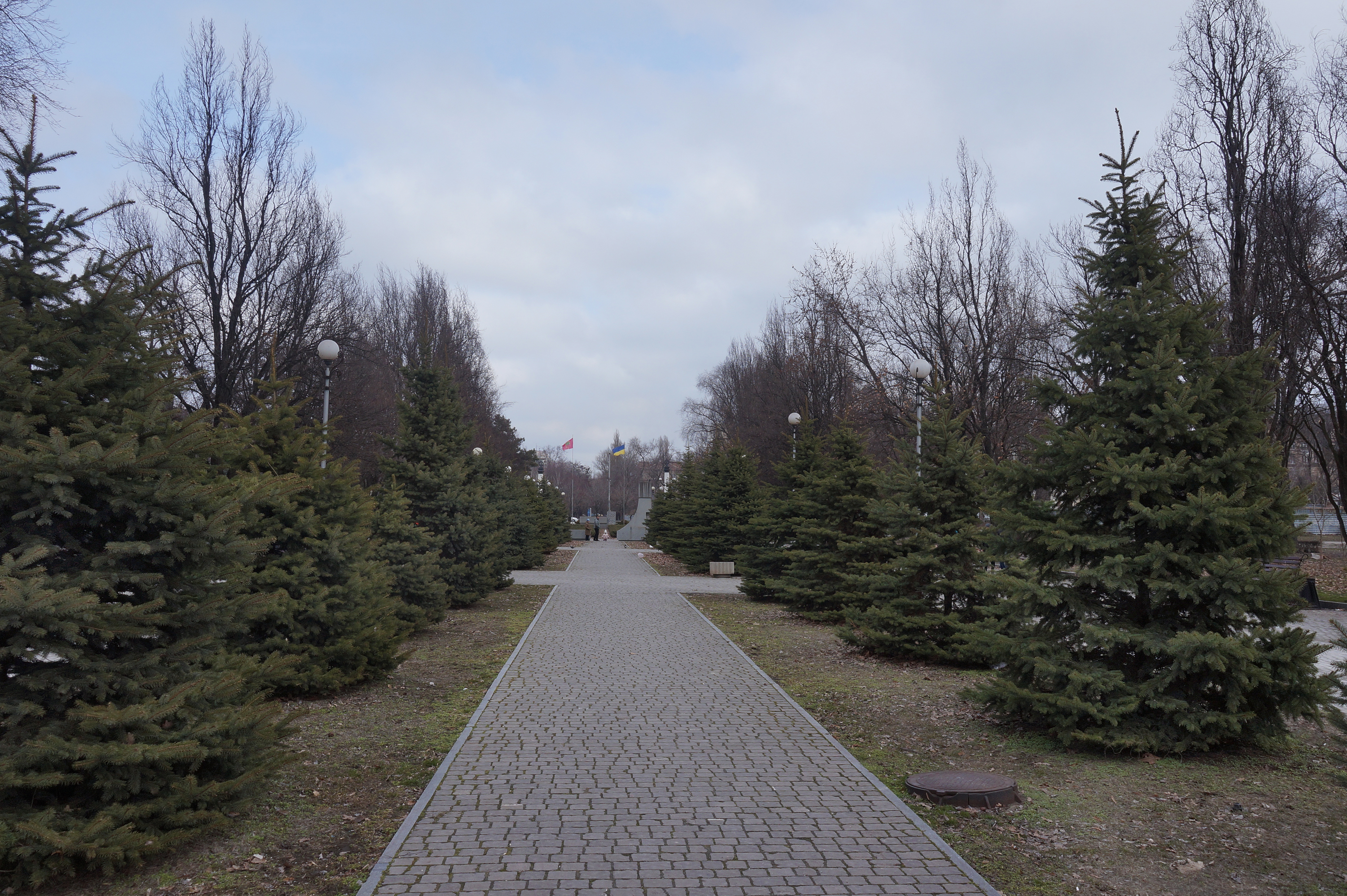
L'Allée de la Gloire patrimoine naturel et son monument classé.

- Estas Tonne, musicien, y est né en 1975.
- Alexandre Sin (né en 1961), a été maire de la ville de 2010 à 2015.
- Victoria Boulitko, née en 1983, présentatrice et actrice.

## Jumelages
- Belfort (France)
- Lahti (Finlande)
- Linz (Autriche)
- Oberhausen (Allemagne)
- Magdebourg (Allemagne)
- Oujda (Maroc)